# Thysanocarpus radians
Thysanocarpus radians är en korsblommig växtart som beskrevs av George Bentham. Thysanocarpus radians ingår i släktet Thysanocarpus och familjen korsblommiga växter. Inga underarter finns listade i Catalogue of Life.